# Filipos Kasidokostas
Filipos Kasidokostas (* 14. November 1983) ist ein griechischer Karambolagespieler und Welt- und Europameister in der Disziplin Dreiband.

## Karriere
2001, mit 18 Jahren, gewann Kasidokostas zum ersten Mal die Dreiband-Weltmeisterschaft der Junioren im schweizerischen Lausanne. In den folgenden zwei Jahren konnte er diesen Titel verteidigen. 2004 wurde er Europameister der Junioren, nachdem er zuvor schon Dritter (2001) und Zweiter (2002) geworden war. Ab dem Jahr 2003 spielte Kasidokostas sowohl bei den Junioren als auch bei den Senioren. So kam es, dass er in diesem Jahr auch Vizeweltmeister bei den Senioren wurde. Im WM-Finale musste er sich nur dem Türken Semih Saygıner geschlagen geben. Im folgenden Turnier schaffte er es erneut ins Finale, unterlag dort jedoch Altweltmeister (2000) Dick Jaspers aus den Niederlanden.
Mit seinem Landsmann Nikos Polychronopoulos bildet er die Speerspitze des griechischen Billardsports. Die beiden belegten 2003 bei der Dreiband-Weltmeisterschaft für Nationalmannschaften in Viersen den zweiten Platz hinter der Türkei (Semih Saygıner/Tayfun Taşdemir). Seine letzten großen Erfolge waren der Gewinn des AGIPI Billard Masters im elsässischen Schiltigheim 2011 und der Europameisterschaft 2012 in Istanbul.
Am 17. März 2013 gewann er die Barrage Open in Athen vor seinen Landsmännern Nikos Polychronopoulos und Apostolos Balogiannis.

### UMB-Sperre 2019
Kasidokostas unterschrieb im Frühjahr 2019 einen Vertrag bei der neu gegründeten Professional Billiards Association (of Korea) PBA. Da die PBA kein Mitglied der UMB ist, werden Spieler, die an PBA-Turnieren teilnehmen, mit einer Sperre von einem Jahr je Turnierteilnahme, maximal aber drei Jahren, belegt. Damit endete seine UMB-Spielzeit zum Ende der Saison 2018/19.

## Erfolge
- Dreiband-Weltmeisterschaft:  2009 •  2003, 2004, 2013
- Dreiband-Weltmeisterschaft der Junioren:  2001, 2002, 2003
- Dreiband-Europameisterschaft:  2012
- Dreiband-Europameisterschaft der Junioren:  2004 •  2002 •  2001
- AGIPI Billard Masters:  2011
- AGIPI Masters 2012:  2012
- Crystal Kelly Turnier:  2011
- Dreiband-Weltcup (Einzelsiege):  2010/4 •  2010/2, 2018/6 •  2007/4, 2010/1, 2011/1, 2013/3, 2013/4
- Barrage Open:  2013
- Griechische Meisterschaft (Dreiband):  2 × 2018  2018

Quellen: